# Noah Ringer
Noah Andrew Ringer (Dallas (Texas), 18 november 1997) is een Amerikaans acteur die ook vechtkunst beoefent. Hij speelde onder meer Aang in de film The Last Airbender en Emmett in Cowboys & Aliens.

## Carrière
Ringer was als kind verlegen. Op zijn tiende schreef zijn moeder hem in voor ATA Martial Arts in Carrollton wat deel uitmaakt van de Amerikaanse Taekwondovereniging. Hoewel hij er zelf eerst negatief tegenover stond, begon Ringer het op den duur leuk te vinden. Hij ging deelnemen aan wedstrijden. In december 2008, op zijn twaalfde, behaalde Ringer zijn eerste graad zwarte band.

## Privé
Ringer krijgt thuisonderwijs. Hij kijkt niet vaak naar tv, maar heeft wel dvd's van zijn favoriete series (The Cosby Show en Avatar: De Legende van Aang) en films (Remember the Titans, The Greatest Game Ever Played, en The Blind Side). Zijn favoriete acteur is Denzel Washington.

## Filmografie
| Jaar | Film               | Rol    | Opmerkingen |
| ---- | ------------------ | ------ | --- |
| 2010 | The Last Airbender | Aang   | Nominatie — Young Artist Award voor beste prestatie in een aanbevolen film (met jonge acteur in de hoofdrol) Nominatie — Golden Raspberry Award for Worst Screen Couple (met de hele cast) |
| 2011 | Cowboys & Aliens   | Emmett | |